# 杨国海
杨国海（1950年5月—），天津市人。中国人民解放军空军中将。
早年担任中国人民解放军空军航空兵第四师师长，1998年，任中国人民解放军空军上海基地司令员。2000年，任中国人民解放军兰州军区空军参谋长。2006年，任中国人民解放军空军副参谋长。2007年9月，升任空军参谋长，2013年退役。2008年起担任全国人大代表。